# Infektionskrankheit
Eine Infektionskrankheit, Infektionserkrankung oder Ansteckungskrankheit (auch ansteckende Krankheit) ist eine durch Krankheitserreger (Bakterien, Pilze oder Viren) hervorgerufene Erkrankung bei Menschen, Tieren oder Pflanzen. Sie ist aber nicht einer Infektion gleichzusetzen, da nicht jede Infektion zwangsläufig zu einer Erkrankung führt.
Infektionskrankheiten zeigen ein breites Spektrum von zeitlichen Verläufen und Symptomen. Diese sind für den Erreger oftmals spezifisch. Sie können hochakut in wenigen Tagen entstehen oder sich über Wochen, Monate und manchmal Jahre hinweg langsam entwickeln. Es gibt lokalisierte – also auf konkrete Körpergebiete beschränkte – und generalisierte Infektionskrankheiten. Einige laufen bei einer nicht immungeschwächten Person nahezu unbemerkt (inapparent) ab oder äußern sich nur in leichten, unspezifischen Störungen des Allgemeinbefindens, oder bis hin zu hochgradiger Erschöpfung (Prostration). Andere Krankheiten entwickeln ein hochdramatisches Krankheitsbild. Auf diese meist schwer verlaufenden, septischen Infektionskrankheiten reagiert der Körper mit einem als systemisches inflammatorisches Response-Syndrom bezeichneten Reaktionsmuster, zu dem Fieber, beschleunigter Puls, erhöhte Atemfrequenz, auch Durst und Ruhebedürfnis gehören. Tödliche Ausgänge beruhen meist auf einem Kreislaufversagen.
Ausschlaggebend für den Verlauf und die Prognose einer Infektionskrankheit ist die Fähigkeit des Immunsystems, den Erreger zu eliminieren. Die Medizin hält für viele erregerbedingte Krankheiten spezifische Gegenmittel bereit (Antibiotika gegen Bakterien, Antimykotika gegen Pilze und Virostatika gegen Viren). Gegen einige Erreger gibt es die Möglichkeit der vorbeugenden Impfung. Aber auch heute können manche Infektionskrankheiten nicht definitiv geheilt werden.
Mit den grundsätzlichen Mechanismen von Infektionen und Infektionskrankheiten (wie Inkubation, Übertragbarkeit, Epidemiologie und Immunität) befassen sich die Infektiologie, die Infektionsbiologie und die Immunologie. Behandelt werden Infektionskrankheiten von der klinischen Infektiologie.

## Geschichte
Äußerlich sichtbare Verletzungen werden schon seit der Jungsteinzeit erkannt und behandelt. Bei inneren Erkrankungen oder Seuchen ohne erkennbare Ursache suchte man übernatürliche Quellen und betrachtete sie als Werk erzürnter Götter. Die Heilungsversuche konzentrierten sich daher auf Beschwörungen, Gebete und Opfergaben.
Durch die Paläopathologie konnten Knochenveränderungen durch die Infektionskrankheiten Tuberkulose (bei ägyptischen Mumien) und Lepra (bei mittelalterlichen Relikten) festgestellt werden. An der Mumie von Ramses II. (13. Jh. v. Chr.) konnten Pockennarben diagnostiziert werden.
Hippokrates von Kos (460–377 v. Chr.) gilt als Begründer der Lehre von den Miasmen, den giftigen Ausdünstungen des Bodens, die mit der Luft fortgetragen und so zur Weiterverbreitung von Krankheiten beitragen sollten. Gemeinsam mit der Miasmentheorie wuchs auch das Wissen um die Kontagiosität. Die Übertragung eines unbelebten Stoffes von einem kranken auf einen gesunden Menschen sollte die Krankheit zum Ausbruch bringen.
Die Idee von lebenden Krankheitserregern taucht erstmals im 1. Jahrhundert v. Chr. auf. Marcus Terentius Varro (* 116 v. Chr.) meinte, dass die Luft der Sümpfe verderblich sei, weil sie von winzigen Tierchen geschwängert wäre, die in die Nase, in den ganzen Körper eindrängen. Erst durch die Erfindung des Mikroskops gelang der direkte Nachweis. Antoni van Leeuwenhoek (1632–1723) fand, dass die Puppen der Flöhe von winzigen Milben angegriffen werden. Der Jesuit Athanasius Kircher (1601–1680) veröffentlichte die Entdeckung massenhaft kleinster Würmer, die er in der Luft, im Wasser, im Boden, in Milch, Käse, faulen Pflanzenteilen sowie im Blut und im Eiter Pestkranker gefunden hatte. Die Bedeutung der Mikroorganismen als Krankheitsverursacher blieb jedoch noch verborgen. Diese Rolle wurde erstmals im 19. Jahrhundert bei einer durch das Bacterium prodigiosum (Serratia marcescens) hervorgerufenen „Speisekrankheit“ erkannt.
1720/21 führte Antoine Déidier (1670–1746) während einer Pestepidemie die ersten Übertragungsversuche einer ansteckenden Krankheit auf Tiere durch.
Gegen Ende des 18. Jahrhunderts befand sich der Disput zwischen den zwei medizinischen Schulen in einer Hochphase. Auf der einen Seite standen die Kontagionisten, die die Auffassung vertraten, Krankheiten könnten durch kleine lebende Erreger übertragen werden, auf der anderen Seite die Antikontagionisten, die weiterhin Miasmen als Ursache von Seuchen ansahen. Durch die Forschungen von Robert Koch, der ab 1891 das Institut für Infektionskrankheiten in Berlin leitete, und Louis Pasteur konnten die Kontagionisten diese Auseinandersetzung mit der Bestätigung ihrer Annahmen beenden. Pasteur entdeckte die bakteriologischen Ursachen von Gärung und Fäulnis. Zudem konnte er gängige Vorstellungen von Spontanzeugung experimentell widerlegen.

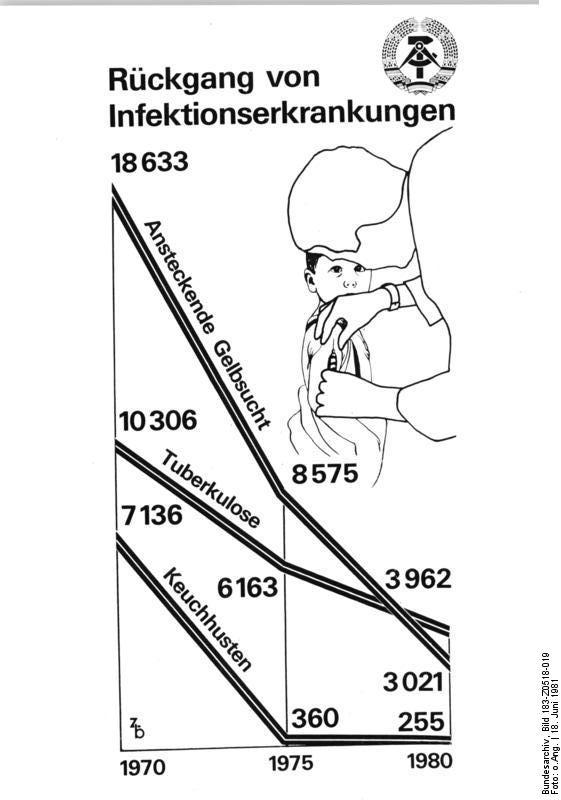
Infografik "Rückgang von Infektionskrankheiten in der DDR" von 1981

In den Industrieländern haben Infektionskrankheiten stark an Bedeutung verloren. Hauptgrund dafür sind ein verändertes Gesundheitsbewusstsein, Hygiene, Reihenimpfungen und ein Repertoire von potenten Gegenmitteln. Weltweit stellen sie aber trotzdem noch die häufigste Todesursache dar. Während die Pocken in den 70er Jahren ausgerottet werden konnten und die Eliminierung der Kinderlähmung in den nächsten Jahren erwartet wird, sind Infektionskrankheiten wie Aids und Tuberkulose weltweit weiter auf dem Vormarsch.
Seit 1972 wurden folgende Erreger von Infektionskrankheiten neu erkannt:
- 1972 Small round structured viruses (SRSVs) jetzt: Caliciviren, (Durchfall)
- 1973 Humane Rotaviren – Durchfall (weltweit)
- 1975 Astroviren – Durchfall
- 1975 Parvovirus B19 – Erythema infectiosum; aplastische Krise bei chronischer hämolytischer Anämie
- 1976 Cryptosporidium parvum – Akute Enterokolitis
- 1977 Ebola-Virus – Ebola-hämorrhagisches-Fieber
- 1977 Legionella pneumophila – Legionellose
- 1977 Hantaan-Virus – Hämorrhagisches Fieber mit renalem Syndrom
- 1977 Campylobacter spp. – Durchfall
- 1980 Humanes T-lymphotropes Virus 1 (HTLV-1) – Adulte T-Zell-Leukämie/Lymphom; Tropische Spastische Paraparese
- 1982 Humanes T-lymphotropes Virus 2 (HTLV-2) – neurologische Erkrankungen?
- 1982 Borrelia burgdorferi – Lyme-Krankheit
- 1983 Humanes Immundefizienz-Virus Typ I (HIV-1) – Erworbenes Immundefizienzsyndrom (AIDS)
- 1983 Escherichia coli O157 (EHEC) – Diarrhoe; hämorrhagische Kolitis; Hämolytisches urämisches Syndrom
- 1983 Helicobacter pylori – Gastritis; gastrische Ulcera; erhöhtes Risiko des gastrischen Karzinoms
- 1988 Humanes Herpesvirus 6 (HHV-6) – Drei-Tage-Fieber (= Exanthema subitum, Roseola infantum)
- 1989 Ehrlichia spp. – Humane monozytäre Ehrlichiose
- 1989 Hepatitis-C-Virus (HCV) – Hepatitis C
- 1989 Guanarito-Virus – Venezolanisches hämorrhagisches Fieber
- 1990 Humanes Herpesvirus 7 – Exanthema subitum; Pityriasis rosea
- 1990 Hepatitis-E-Virus (HEV) – Hepatitis E
- 1992 Vibrio cholerae O139:H7 – neue Variante assoziiert mit epidemischer Cholera
- 1992 Bartonella henselae – Katzenkratzkrankheit; Bazilläre Angiomatose
- 1993 Sin-Nombre-Virus – Hantavirus Lungensyndrom („Four corners disease“)
- 1993 sog. Hepatitis-G-Virus (HGV) jetzt GB-Virus C – kein Krankheitswert
- 1994 Sabia-Virus – Brasilianisches hämorrhagisches Fieber
- 1994 Humanes Herpesvirus 8 (HHV-8) – Kaposi-Sarkom; primäres Lymphom der Körperhöhlen; Castleman-Krankheit
- 1994 Hendra-Virus, (früher Equines Morbillivirus) – Pneumonie; Enzephalitis
- 1996 Prionprotein – Transmissible spongiforme Enzephalopathien (TSE)
- 1997 Influenza-A-Virus (H5N1) – neue aviäre Variante (Hongkong)
- 1997 sog. Transfusion-transmitted virus (TTV) jetzt: Torqeno-Teno-Virus – keine Erkrankung
- 1998 Nipah-Virus – Enzephalitis
- 2003 SARS-assoziiertes-Corona-Virus (SARS-CoV) – Schweres Akutes Respiratorisches Syndrom (SARS)
- 2020 SARS-CoV-2 – COVID-19

## Verursacher von Infektionskrankheiten

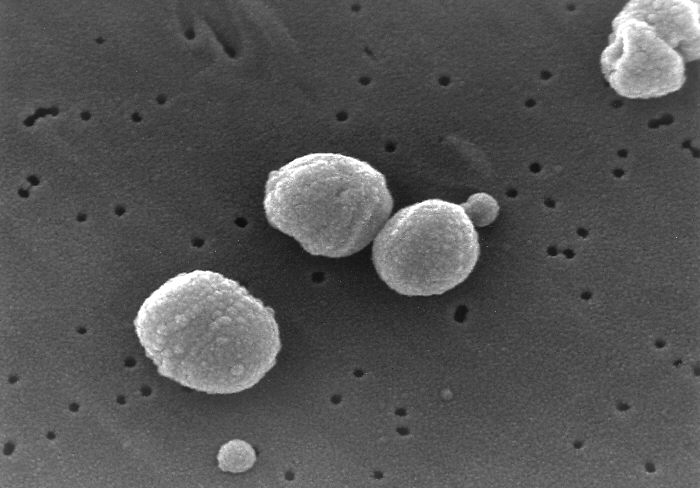
Mikroben sind in den meisten Fällen die Erreger von Infektionskrankheiten. Hier Streptococcus pneumoniae, einer der Hauptverursacher der Lungenentzündung

Das die Krankheit verursachende Agens, der Krankheitserreger, ist bei den Infektionskrankheiten in der Regel ein parasitärer Mikroorganismus oder ein Virus. Der Erkrankte wird auch als Wirt bezeichnet.
- Am weitaus häufigsten sind einzellige kernlose Bakterien der unterschiedlichsten Gruppen. Mit ihnen befasst sich die Bakteriologie. Bakterielle Erkrankungen sind zum Beispiel die typische Lungenentzündung, Hirnhautentzündung, Lyme-Borreliose, Tuberkulose, Typhus, Flecktyphus, Brucellose, Cholera, Pest, Q-Fieber und etliche andere.
- Einzeller mit Kern werden als Protozoen bezeichnet und in der Parasitologie erfasst. Zu den von ihnen hervorgerufenen Krankheitsbildern gehören Malaria, Toxoplasmose und die tropische Schlafkrankheit.
- Pathogene Pilze sind der Gegenstand der klinischen Mykologie, diese können als einzellige Hefen oder als Mehrzeller auftreten. Aspergillose und Candidose sind Beispiele für Pilzerkrankungen.
- Mit den höher entwickelten krankheitsverursachenden Gewebetieren wie Würmern (zum Beispiel bei der Trichinellose) oder Arthropoden beschäftigt sich ebenfalls die Parasitologie.
- Einige wenige einzellige Algen können ebenfalls Infektionen verursachen. Am bedeutendsten darunter sind die Prototheken, die Erreger der Protothekose.
- Viren sind ein Sonderfall, da sie nur einige Merkmale von Lebewesen aufweisen; sie werden daher anders klassifiziert. Mit ihnen befasst sich die Virologie. Viruserkrankungen sind die klassischen Kinderkrankheiten ebenso wie der Schnupfen, Grippe, Viruspneumonie, Hepatitis B und AIDS.
- Schließlich gibt es auch Krankheitserreger, die keine Erbinformationen in Form von DNA oder RNA besitzen: die früher als slow virus infections bezeichneten Prionenerkrankungen werden durch entartete Proteine verursacht, sogenannte Prione. Prionenerkrankungen sind unter anderem die Creutzfeldt-Jakob-Krankheit und die möglicherweise auf den Menschen übertragbare Rinderkrankheit BSE.

Die Gefährlichkeit einer Infektionskrankheit ist abhängig von der so genannten Virulenz des Erregers. Ob und in welcher Schwere eine Infektion auch zu einer Infektionskrankheit führt, hängt neben vielen anderen Faktoren von der Zahl der aufgenommenen Erreger (minimale Infektionsdosis) ab.

## Infektionsmöglichkeiten und Übertragungswege
Grundsätzlich unterscheidet man Primärinfektionen, also Erstinfektionen, bei denen der Organismus den ersten Kontakt mit einem Krankheitserreger hat, von Sekundärinfektionen: hier wird der bereits infizierte Körper zusätzlich mit einem anderen Keim infiziert. Es liegt dann also eine Doppelinfektion vor. Eine solche zusätzliche Infektion kann das Immunsystem vor erhebliche Probleme und auch an Therapie und Medikation besondere Anforderungen stellen. Bildet ein viraler Infekt die Grundlage für einen weiteren, nun bakteriellen Infekt des gleichen Organsystems, bezeichnet man dies in der Medizin und Bakteriologie auch als Superinfektion. Im engeren Sinn versteht man in der Virologie unter Superinfektion eine erneute Infektion mit demselben Erreger bei noch bestehender Primärinfektion und unvollständiger Immunität.

### Unterscheidung nach Infektionsverlauf
transiente Infektion
siehe Artikel Hit and Run.
persistente Infektion
siehe Artikel Infect and persist.

### Unterscheidung nach Herkunft der Erreger
Eine endogene Infektion ist eine Infektion bei geschwächtem Immunsystem durch die körpereigene, normalerweise völlig harmlose Flora in Form eines Erregereinbruchs z. B. auf der Haut oder aus Magen, Darm und Lunge in den eigenen Körper (wie eine Wundinfektion durch eigene Kolibakterien). Diese Erreger sind fakultativ pathogen (d. h., dass sie nur unter solchen Bedingungen Krankheitszeichen hervorrufen). Die exogene Infektion ist eine Infektion durch Infektionserreger aus der Umgebung. Ein Sonderfall der exogenen Infektion ist die nosokomiale Infektion, die im Krankenhaus, in einer Arztpraxis oder einer anderen medizinischen Einrichtung mit einem vergleichbaren Keimspektrum erworben wurde. Derartige Infektionen zeichnen sich dadurch aus, dass die typischen bakteriellen Erreger aus dem Bereich Arztpraxis oder Krankenhaus – wie beispielsweise Pseudomonaden – häufig eine hohe Resistenz gegenüber gebräuchlichen Antibiotika zeigen. Um der Zunahme der Resistenzen Einhalt zu gebieten, wurden viele Krankenhäuser inzwischen verpflichtet, Präventionsmaßnahmen nach wissenschaftlichen Erkenntnissen umzusetzen. Als iatrogene Infektion wird die durch unbeabsichtigtes Einbringen von Krankheitserregern bei der Durchführung medizinischer Eingriffe, sei es durch einen Arzt oder anderes medizinisches Fachpersonal, beim Personal selbst oder dem Patienten verursachte Infektion bezeichnet.
Vier bedeutende Infektionswege werden bei der exogenen Infektion unterschieden: Tröpfcheninfektion über Aerosole in der Luft, Kontakt- oder Schmierinfektionen (zum Beispiel fäkal-oral), parenterale Infektionen durch Geschlechtsverkehr, Blutkonserven oder verunreinigte Injektionskanülen und schließlich durch sogenannte Vektoren (Überträger, beispielsweise blutsaugende Insekten) verbreitete Infektionen.
Direkte Infektionen geschehen von Mensch zu Mensch ohne Zwischenschritte, indirekte Infektionen benötigen einen Überträger zwischen den Wirten, das können die genannten Insekten, Trinkwasser, Nahrung oder gemeinsam benutzte Gegenstände sein. Zoonosen sind Infektionskrankheiten, die auch oder sogar hauptsächlich bei Tieren vorkommen und von diesen direkt (Kontakt) oder indirekt (z. B. über Kuhmilch) auf den Menschen übertragen werden.

### Unterscheidung nach Eintrittspforte der Erreger

#### Enterale Infektion
Eine enterale Infektion ist eine Infektion, bei der die Krankheitserreger über den Darm als Eintrittspforte in den Organismus eingedrungen sind. Der gesamte Verdauungstrakt (Mund, Rachen, Speiseröhre, Magen und der gesamte Darm) wird als das Innere eines Tunnels betrachtet, das selbst nicht zum Körperinneren gezählt wird. Der exakte Ort, an dem die Infektionserreger in das eigentliche Körperinnere eindringen, gilt als Eintrittspforte.
fäkal-orale Infektion
Erreger aus dem Darm oder aus Fäkalien gelangen durch den Mund in den Organismus, z. B. durch verunreinigtes Trinkwasser.

#### Parenterale Infektion
Bei dieser Infektionsart handelt es sich im ursprünglichen Sinn um eine Infektion, bei der die Krankheitserreger „nicht“ über den Darm in den Organismus eingefallen sind. Im medizinischen Sprachgebrauch wird parenteral gleichbedeutend mit „direkt ins Blut“ verwendet. Es werden hierbei noch folgende weitere Infektionswege abgegrenzt:
perkutane Infektion
Die Erreger gelangen über die Haut in den Organismus.
permuköse Infektion
Die Erreger gelangen über die Schleimhäute in den Organismus.
Inhalationsinfektion
Die Erreger gelangen über die Atemwege in den Organismus.
urogenitale Infektion
Die Erreger gelangen über den Harntrakt in den Organismus.
genitale Infektion
Die Erreger gelangen über die Geschlechtsorgane in den Organismus.
intrauterine Infektion
Die Erreger gelangen während der Schwangerschaft in den Körper des ungeborenen Kindes.

### Unterscheidung nach Ausdehnung der Infektion

Ein Abszess ist eine lokalisierte eitrige Infektionskrankheit

Bei einer Lokalinfektion verbleiben die Erreger dort, wo sie den Körper zuerst infiziert haben (Eintrittspforte). Sie verursachen nur an dieser Stelle Symptome, ohne sich im Organismus weiter zu verteilen. Unter einer generalisierten Infektion versteht man eine Infektionskrankheit, bei der die Erreger sich zuerst an einer Eintrittspforte (z. B. im Darm) vermehren und dann über das Blut zu ihren eigentlichen Manifestationsorganen gelangen. Das sind oft die Leber (mit Schwellung der Leber), Milz (mit Splenomegalie), lymphatische Organe, die Haut oder das Nervensystem. An der Eintrittspforte sind die Erreger dann nicht mehr nachweisbar. Bei einer fokalen Infektion (Herdinfektion) tritt nach einer räumlich begrenzten Erregerübertragung durch Bakterien, besonders durch Streptokokken, nachfolgend eine (sekundäre) Erkrankung auf. Die Erreger gelangen von dem Ausgangsherd, der durch die lokale Infektion im Körper entstanden ist, mit Verzögerung durch septische Metastasierung oder schubweise Ausschüttung aus diesem Ausgangsherd über den Blutkreislauf in entferntere Körperregionen oder Organe und verursachen dort entzündliche oder auch allergische Krankheitsabläufe. Eine systemische Infektion ist eine Infektion, bei der sich die Erreger durch Einschwämmung per Blutbahn über ein gesamtes Organsystem (beispielsweise das Zentralnervensystem, etwa bei Meningitis, Poliomyelitis, Enzephalitis, Tollwut, Botulismus, Tetanus und Listeriose) oder den ganzen Organismus ausbreiten.

### Unterscheidung nach anderen systematischen Gesichtspunkten
Die vertikale Infektion ist eine Infektion von einem Wirt zu seinen Nachkommen. Dabei werden pränatale oder intrauterine Übertragungen vor der Geburt von perinatalen Infektionen während der Geburt und postnatalen Infektionen unmittelbar nach der Geburt unterschieden. Unter einer horizontalen Infektion versteht man in Abgrenzung zur vertikalen Infektion die Übertragung auf andere Populationsmitglieder.

## Epidemiologie
Am weitaus häufigsten sind Virusinfektionen und bakterielle Infektionen, aber auch Pilzinfektionen, Infektionen durch Protozoen oder Wurminfektionen kommen weltweit millionenfach vor. Prionenkrankheiten sind beim Menschen sehr viel seltener. Einige Krankheiten sind nur in bestimmten Regionen endemisch, so kommen Tropenkrankheiten in der Regel nur in wärmeren Klimazonen vor. Bei ihnen ist oftmals auch die Verbreitung des übertragenden Vektors entscheidend. Infektionskrankheiten wie die Grippe (Influenza) häufen sich saisonal. Im Abstand von Jahren oder Jahrzehnten treten dabei größere Epidemien auf.
Auch von historischen Krankheiten wie der schwarzen Pest sind Epidemien überliefert. Eine Epidemie, die länderübergreifend oder sogar weltweit auftritt, heißt Pandemie.

### Schätzung der Häufigkeit von tödlichen Infektionen laut WHO
| Krankheit             | Jährliche Todesfälle | Jährliche Todesfälle | Jährliche Todesfälle |
| Krankheit             | 2002                 | 2016                 | 2018                 |
| --------------------- | -------------------- | -------------------- | -------------------- |
| Atemwegserkrankungen  | 3,9 Millionen        | 3,0 Millionen        |                      |
| AIDS                  | 2,8 Millionen        | 1,0 Millionen        | 0,8 Millionen        |
| Durchfallerkrankungen | 1,8 Millionen        | 1,4 Millionen        |                      |
| Tuberkulose           | 1,6 Millionen        | 1,3 Millionen        | 1,2 Millionen        |
| Malaria               | 1,3 Millionen        | 0,4 Millionen        | 0,4 Millionen        |
| Masern                | 611.000              | 090.956              |                      |
| Keuchhusten           | 294.000              | 09.989               |                      |
| Tetanus               | 214.000              | 053.724              |                      |
| Meningitis            | 173.000              | 278.812              |                      |
| Syphilis              | 157.000              | 095.558              |                      |
| Hepatitis B           | 103.000              | 110.830              |                      |
| Schlafkrankheit       | 048.000              | 03.077               |                      |

Dies sind grobe Schätzungen, die auch genau in ihrer Definition hinterfragt werden müssen. An der akuten Hepatitis stirbt man eher selten. Die Folgen einer chronischen Hepatitis C (Leberzirrhose, Leberkrebs) sind in Asien aber eine recht häufige Todesursache.

## Symptome
Typische Symptome einer Infektionskrankheit sind Entzündungen, also Rötungen (auch Exantheme), Schwellungen, evtl. mit Juckreiz oder Schmerz und lokaler oder allgemeiner Erwärmung (Fieber). Dazu kommen organspezifische Abwehrerscheinungen oder Funktionsstörungen wie Störungen der Atmung. Häufig sind Atemwegsinfektionen mit Husten, Heiserkeit (bei Kehlkopfentzündung), Schnupfen, Schluckbeschwerden bei Mandelentzündung, bei Lungenentzündung evtl. Auswurf. Auch vasomotorisch bedingte Kopfschmerzen können als häufige Teilerscheinung der Störung des Allgemeinbefindens (Prostration) auftreten. Am zweithäufigsten sind Darminfektionen mit Durchfall, evtl. Krämpfen und Schmerzen, sie können sich auf die Leber ausweiten und eine Gelbsucht verursachen. Andere Beispiele wären Infektionen an der Haut oder an den Harnwegen. Auch Karies ist eine Infektionskrankheit.
Die Symptomatik einer Infektionskrankheit hängt also zum einen mit der Schadwirkung des Erregers zusammen, zum anderen aber auch mit der Reaktion des Immunsystems. Entsprechend sind Infektionen bei Menschen mit schwachem Immunsystem oft gefährlich unauffällig und schwer zu diagnostizieren, weil Fieber, Krankheitsgefühl und Entzündungsparameter im Blut fehlen.
Typische Notfälle sind eine Hirnhautentzündung, eine schwere Sepsis (z. B. Waterhouse-Friderichsen-Syndrom), eine Nierenbeckenentzündung bei Säuglingen. Schleichend, aber auch gefährlich ist eine Herzklappenentzündung oder eine Herzmuskelentzündung. Vor allem bei geschwächtem Immunsystem (Immunsuppression, AIDS, Alter) kann auch eine Lungenentzündung oder jede andere Infektion lebensbedrohend sein.

## Diagnostik
Eine wichtige Voraussetzung zur Bekämpfung einer Infektionskrankheit ist eine genaue Diagnose, d. h. das Erkennen des Erregers und seiner Eigenschaften. Zur Diagnose und Prognose hilfreich ist die Kenntnis der bei Infektionskrankheiten regelmäßig auftretenden Veränderungen des Blutbildes. In Fällen mit bedrohlichem Krankheitsverlauf kann eine genaue Diagnose bei einer schweren Infektionserkrankung allerdings nicht abgewartet werden, sondern es wird mit Antibiotika oder Antimykotika eine Therapie begonnen, die alle wahrscheinlichen Erreger, wie z. B. zunächst Bakterien und Pilze, treffen soll (kalkulierte Therapie). Deuten jedoch alle Anzeichen auf Viren als Erreger, ist ggf. der sofortige Einsatz von Virostatika erforderlich.
Viele Bakterien und auch Pilze lassen sich auf Blutagar oder ähnlichen Nährmedien anzüchten. Außerdem kann man sie nach Färbung (z. B. Gram-Färbung) unter dem Lichtmikroskop betrachten. Bei Viren oder intrazellulären Bakterien wäre dazu eine Zellkultur bzw. ein Elektronenmikroskop nötig. Für den klinischen Einsatz praktikabler sind oft modernere Methoden, die in Labors durchgeführt werden. Bei molekularbiologischen Methoden weist man Erbinformation des Erregers z. B. mittels der Polymerase-Kettenreaktion nach. Bei immunologischen Methoden weist man Antikörper nach, die das Immunsystem gegen spezifische Oberflächenstrukturen, sog. Antigene bildet, oder man benutzt umgekehrt Antikörper, um Antigene des Erregers nachzuweisen. Es gibt auch andere charakteristische Bestandteile bestimmter Erreger, die man nachweisen kann (z. B. Hämagglutinin). Tierversuche sind heute nur noch in Ausnahmefällen erforderlich, z. B. bei Tetanus. Tuberkulose wird auch durch Hauttests diagnostiziert (Tine-Test, Mendel-Mantoux-Test).

## Prävention und Therapie
Hygiene und Impfungen haben maßgeblich zur Verringerung von Infektionskrankheiten beigetragen. Im medizinischen Bereich sind routinemäßig Maßnahmen der Basishygiene, zum Beispiel Händedesinfektion, Barrieremaßnahmen wie Mund-Nasen-Schutz, Flächendesinfektion und Abfallentsorgung, sowie die Verwendung von keimarmem bzw. sterilem Material vorgesehen. Welche Hygienemaßnahmen bei den verschiedenen Infektionserkrankungen anzuwenden sind, um deren Weiterverbreitung zu vermeiden, schreibt die Kommission für Krankenhaushygiene und Infektionsprävention (KRINKO) in ihrer Empfehlung „Infektionsprävention im Rahmen der Pflege und Behandlung von Patienten mit übertragbaren Krankheiten“ fest (Stand: September 2015). Diese sind auch für die Behandlung und Pflege von COVID-19-Patienten grundlegend. Um die Infektionsprävention und den Arbeitsschutz in Kliniken wirksam aufzustellen, arbeiten Krankenhaushygieniker, Hygiene-Fachkräfte und Abfallbeauftragte eng zusammen.
Auf der anderen Seite beachtet man heute die Widerstandsfähigkeit des Organismus und seines Immunsystems stärker. Die Infektanfälligkeit lässt sich durch gesunde Ernährung, ausreichenden Schlaf, regelmäßige Bewegung, rechtzeitige ärztliche Behandlung und Vermeidung von Stress (siehe Cortisol) mindern. Eine großangelegte Studie aus dem Jahr 2019 belegte, dass Frauen mit Kindern im Vergleich zu kinderlosen Frauen eine um fast 2/3 reduzierte Wahrscheinlichkeit, an einer Infektion zu sterben, aufwiesen. Männer mit Kindern wiesen eine ähnliche, wenn auch etwas geringere Reduktion der Sterbewahrscheinlichkeit auf.
Die ambulante und klinische Versorgung von Patienten mit Infektionskrankheiten erfolgt im Rahmen der haus- oder fachärztlichen Behandlung. Bei Infektionen mit Erregern, bei denen im stationären Bereich die Gefahr der Übertragung besteht, werden die Patienten in Isolierzimmern oder -stationen untergebracht und behandelt. Bei hochansteckenden Infektionen ist unter Umständen eine Unterbringung auf einer Sonderisolierstation angezeigt. Solche Quarantänemaßnahmen können im Rahmen der Gefahrenabwehr behördlich angeordnet werden.

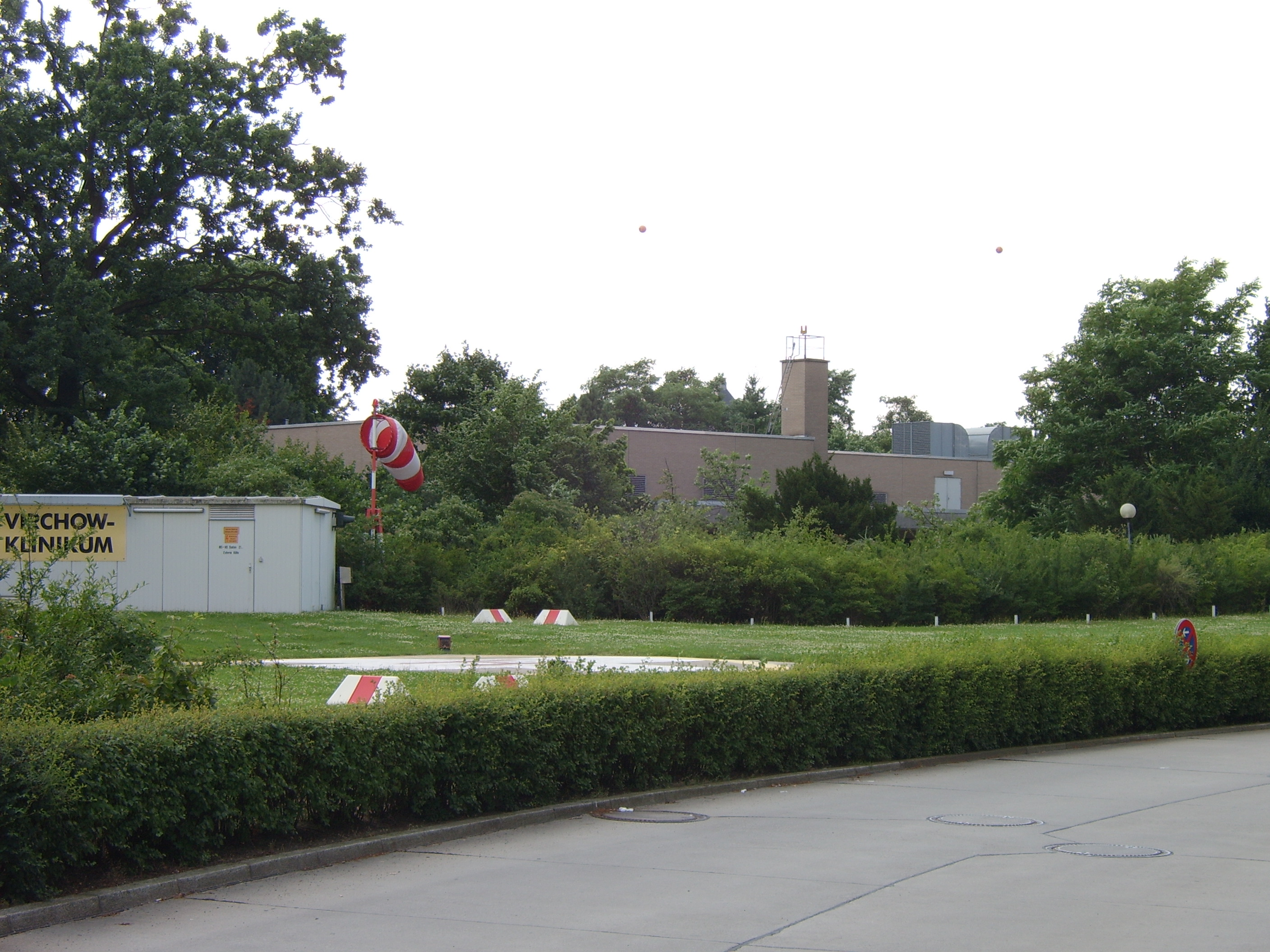
Sonderisolierstation der Medizinischen Klinik mit Schwerpunkt Infektiologie und Pneumologie der Charité

Eine der ältesten infektiologischen Abteilungen ist die Medizinische Klinik mit Schwerpunkt Infektiologie und Pneumologie der Charité in Berlin: Die Klinik wurde 1891 von Robert Koch gegründet. Hier ist der einzige deutsche Lehrstuhl für klinische Infektiologie und die größte deutsche Sonderisolierstation für hochansteckende Krankheiten angesiedelt. 1900 wurden das Bernhard-Nocht-Institut und die dazugehörige Klinik in Hamburg speziell zur Behandlung von Tropenkrankheiten gegründet.
Wenn notwendig und möglich, werden Infektionskrankheiten mit Antibiotika, Virostatika, Antimykotika oder Antihelminthika bekämpft. Schwere Infektionsherde müssen manchmal chirurgisch saniert werden. In der evidenzbasierten Medizin gilt die Wirkung pflanzlicher Heilmittel als begrenzt und in ernsthaften Erkrankungsverläufen als nicht ausreichend.